# Greg Powell
Gregory Owen Powell, né le 13 mai 1954, est un cascadeur, coordinateur de cascades, acteur et réalisateur britannique.
Il est connu notamment pour son travail sur Frères d'armes et les films Harry Potter.